# Улалушка
Улалушка (также Улала, от алт. Улула) — река на севере Республики Алтай. Устье реки находится в 10 км по правому берегу реки Майма. Длина реки составляет 19 км.

## Этимология
Название реки Улалушка произошло от алтайского Улула, где -улу — «большой», -ла — суффикс обладания, в свою очередь река дала название городу Горно-Алтайск, который до 1932 года носил название Улала.

## География
Река берёт начало на восточном склоне горы Сугул (995 м), примерно в 5 км на юго-восток от посёлка Улалушка, огибает горный массив, протекает через посёлок и далее течёт преимущественно в северо-западном направлении по территории Майминского района через посёлок Алфёрово, где меняет направление течения на юго-западное. Впадает в реку Майма в городе Горно-Алтайск, напротив горы Комсомольская, находящейся на другом берегу. Большая часть берегов реки покрыта смешанными лесами. Основные притоки — Каянча и Малая Улалушка. В результате раскопок в черте города на берегу реки Улалушки была обнаружена стоянка древнего человека, возраст которой, по оценкам специалистов составляет 200—250 тысяч лет. Объект открыт для доступа, возможны организованные экскурсии.

## Данные водного реестра
По данным государственного водного реестра России относится к Верхнеобскому бассейновому округу, водохозяйственный участок реки — Катунь, речной подбассейн реки — Бия и Катунь. Речной бассейн реки — (Верхняя) Обь до впадения Иртыша.